# イオンモールとなみ
イオンモールとなみは、富山県砺波市にあるイオンモール株式会社が管理、運営するショッピングセンターである。
ここでは、前身であるいとはん砺波ショッピングセンター（いとはんとなみショッピングセンター）、となみコスモタウン21についても述べる。

## 概要

### いとはん砺波ショッピングセンター → いとはんジャスコ砺波店 → 北陸ジャスコ砺波店
1974年（昭和49年）10月にいとはん砺波ショッピングセンター（いとはんとなみショッピングセンター）として開店。元々は砺波駅前に建設することが計画されていた商工会議所会館の地下1階から地上3階に入居する予定だったが、地元商店街の猛反対や用地確保が難航したため、新富町に開店することとなった。売場面積4,476 m2。いとはんの他に専門店が5店舗入居し、屋上には100台分の駐車場も完備されていた。
その後、いとはんがジャスコ（現：イオン・イオンリテール）に買収され、いとはんジャスコ砺波店（いとはんジャスコとなみてん）、北陸ジャスコ砺波店（ほくりくジャスコとなみてん）と改称したが、移転及び建て替えのため閉店。

### となみコスモタウン21・ジャスコ砺波店 → イオン砺波店
1989年（平成元年）に前述の旧店舗の約2 - 3倍（店舗面積約10,000 m2）の規模の商業施設として計画に着手し、1992年（平成4年）11月21日に砺波市中心部の中神地区一角で前述の旧店舗より道路を挟んで北側約150 m（砺波駅の北西約500 m）の新富町に開業したショッピングセンター「となみコスモタウン21」の核店舗としてジャスコ砺波店（ジャスコとなみてん）の名前で開業。その後イオン砺波店（イオンとなみてん）に改称。
隣接地を取得し、再び建て替え増床を図るために閉店となった2013年（平成25年）2月28日閉店。

### イオンモールとなみ・イオンスタイルとなみ
前述のコスモタウン及びイオン砺波店（イオンとなみてん）の跡地に旧店舗の約4倍（初代店舗の約7倍）となる約33,000 m2の総賃貸面積となるイオンモールとなみが建設された。
開業時、専門店99店と核テナントのイオンスタイルとなみで構成され、計100店舗中富山県初出店は28店舗でうち北陸初出店は17店舗となった。
2022年（令和4年）10月11日、館内のリニューアルを実施した上で、スポーツ用品店「スポーツオーソリティ」の跡地に砺波市では約36年ぶりの映画館、かつ初のシネマコンプレックスとなる「イオンシネマとなみ」を2023年（令和5年）7月に開館することが発表された。その後、2023年（令和5年）6月1日に開館日が発表された。

## 沿革
いとはん砺波ショッピングセンター
- 1974年（昭和49年）10月 - 開業。
- 時期不明 - 閉店。

となみコスモタウン21
- 1989年（平成元年） - 計画を着手。
- 1992年（平成4年）11月21日 - 「となみコスモタウン21」及びジャスコ砺波店が開業[7][8][6][9]。
- 2013年（平成25年）2月28日 - 閉店[6]。

イオンモールとなみ
- 2014年（平成26年）8月9日 - 『イオンモール砺波』の仮称にて着工[13]。
- 2015年（平成27年）
  - 3月26日 ： イオンモール株式会社が、管理・運営をイオンリテールから業務受託するプロパティマネジメント契約を締結したと発表した[14]。
  - 6月30日 ： 開店を前に砺波市とイオンが地域貢献連携協定を締結[15]。
  - 7月10日 ： 報道関係者向け内覧会開催。
  - 7月11日 - 13日 ： 地元住民向けにソフトオープン。
  - 7月14日 ： 9時グランドオープン。
- 2023年（令和5年）7月1日 - イオンシネマとなみ開館[16]。

## 店舗
イオンスタイルとなみを核店舗とし、99店舗の専門店が入居する。

### イオンシネマとなみ
イオンシネマとなみは、イオンモールとなみの1階にあるシネマコンプレックス。
運営会社のイオンエンターテイメントは当館を「コンパクト型シネマコンプレックス」と謳い、通常よりも小規模の5スクリーン414席となっている。
一方、設備面に関しては日本国内で初めてドルビーアトモスを全スクリーンに導入し、また県内の映画館では初めて全スクリーンにレーザープロジェクターが導入される。
イオンエンターテイメント運営のシネマコンプレックスが富山県にできるのは、同社がワーナー・マイカル時代に運営していた「ワーナー・マイカル・シネマズ高岡」（高岡市・高岡サティ内、2009年閉館）以来であり、「イオンシネマ」名義では初進出となる。
| No.         | 座席数    | 座席数       | 座席数       | 座席数 | 音響             | その他設備 |
| No.         | 通常席    | ハイグレード | コンフォート | 車椅子 | 音響             | その他設備 |
| ----------- | --------- | ------------ | ------------ | ------ | ---------------- | ---------- |
| 1           | 69        | 6            | 6            | 2      | ドルビーアトモス | XpanD      |
| 1           | 計：83席  |              |              |        | ドルビーアトモス |            |
| 2           | 95        | 5            | 8            | 2      | ドルビーアトモス |            |
| 2           | 計：110席 |              |              |        | ドルビーアトモス |            |
| 3           | 77        | 7            | 6            | 2      | ドルビーアトモス |            |
| 3           | 計：92席  |              |              |        | ドルビーアトモス |            |
| 4           | 78        | 7            | 6            | 2      | ドルビーアトモス |            |
| 4           | 計：93席  |              |              |        | ドルビーアトモス |            |
| 5           | 26        | 5            | 4            | 1      | ドルビーアトモス |            |
| 5           | 計：36席  |              |              |        | ドルビーアトモス |            |
| 合計：414席 |           |              |              |        |                  |            |